# Fête nationale de la Grèce
La fête nationale de la Grèce est l'une des deux fêtes nationales de la République hellénique. Elle commémore la déclaration d'indépendance du pays vis-à-vis de l'Empire ottoman, proclamée le 25 mars 1821 par les indépendantistes hellènes, réunis en Sénat à Kalamata. Ce jour est symbolique puisqu'il s'agit également du jour de l'Annonciation, important pour la société grecque orthodoxe. Il est déclaré fête nationale par le décret royal d'Othon Ier, en 1838. 
Le 25 mars est un jour férié. Ces célébrations donnent lieu à des manifestations populaires, notamment à Athènes et à Thessalonique où des parades militaires sont organisées. Des évènements similaires ont lieu dans les pays où la diaspora hellène est nombreuse, comme aux États-Unis. Le 25 mars est également férié à Chypre, pays hellénophone et historiquement liée à la Grèce. 
Elle est l'une des deux fêtes nationales grecques avec le 28 octobre, le Jour du Non, commémorant le refus du Premier Ministre Ioannis Metaxás de céder à l'ultimatum italien et de laisser la Grèce se faire envahir par l'Italie fasciste, enclenchant la Guerre italo-grecque.

## Historique

### Émergence de l'identité grecque
L'identité nationale grecque s'articule autour de l'héritage classique (Antiquité), la période byzantine (époque médiévale) et la période contemporaine (depuis le XIXe siècle et la Guerre d'indépendance grecque). 
Le patrimoine historique de l'Antiquité façonne sensiblement la Grèce contemporaine au moment de l'accession à l'indépendance, en 1830. Entre 330 et 1453, l'Empire byzantin est un empire hellénisé, la langue vernaculaire est le grec. Constantinople joue un rôle essentiel dans la transmission de l’héritage gréco-latin. Tout cela contribue à lier l'héritage byzantin à l'identité grecque,. Avec le schisme de 1054, la rupture avec le catholicisme, déjà sérieusement amorcée avec le concile de Nicée-Constantinople et la querelle du Filioque, l'orthodoxie devient une composante identitaire très forte pour les Grecs, qui ne sont plus simplement une partie du monde catholique, mais une partie distincte du christianisme. Les Grecs ne se définissaient alors pas comme « grecs », mais ils se qualifiaient plutôt de Romioi (Ρωμαίοι). L'Empire byzantin ne s'est jamais appelé ainsi, se considérant plutôt dans la continuité de l'Empire Romain d'Orient. Ce n'est qu'au XVIe siècle que le terme « byzantin » est inventé par l'historien germanique Hieronymus Wolf. 
Avec la chute de Constantinople en 1453, la Grèce, qui était jusqu'alors partie intégrante de l'Empire byzantin, passe sous domination ottomane. L'Empire ottoman est un empire décentralisé où coexistent plusieurs identités culturelles : Albanais, Serbes, Roumains, Bulgares. La religion et la langue deviennent des marqueurs identitaires : sont « grecques » les populations hellénophones et orthodoxes. Au cours des XVIIe et XVIIIe siècles, l'identité grecque connaît un essor intellectuel nourri par les Lumières européennes qui font émerger une conception nouvelle : la conception de l'État-Nation. Des écrivains comme Rigas Feraios, Adamántios Koraïs et Dionýsios Solomós introduisent cette idée dans le monde grec : ce sont les Lumières néohellènes. La Révolution française, puis la période napoléonienne, aboutissement du sentiment d'État-Nation, ont beaucoup d'influence sur les élites grecques, qui forment la classe éclairée de l'Empire ottoman grâce à leur place prééminente dans le milieu économique, notamment maritime. En 1803, Adamantios Koraïs publie à Paris un Mémoire sur l'état actuel de la civilisation en Grèce, complété en 1806 par le Discours sur la Liberté. En 1815, fut formé à Odessa une société secrète, la Filikí Etería (Φιλικὴ ἐταιρεία) autour d'Alexandre Ypsilántis. Cette organisation fut à l'origine du mouvement d'indépendance nationale et de la proclamation du 25 mars 1821.

### Proclamation d'indépendance

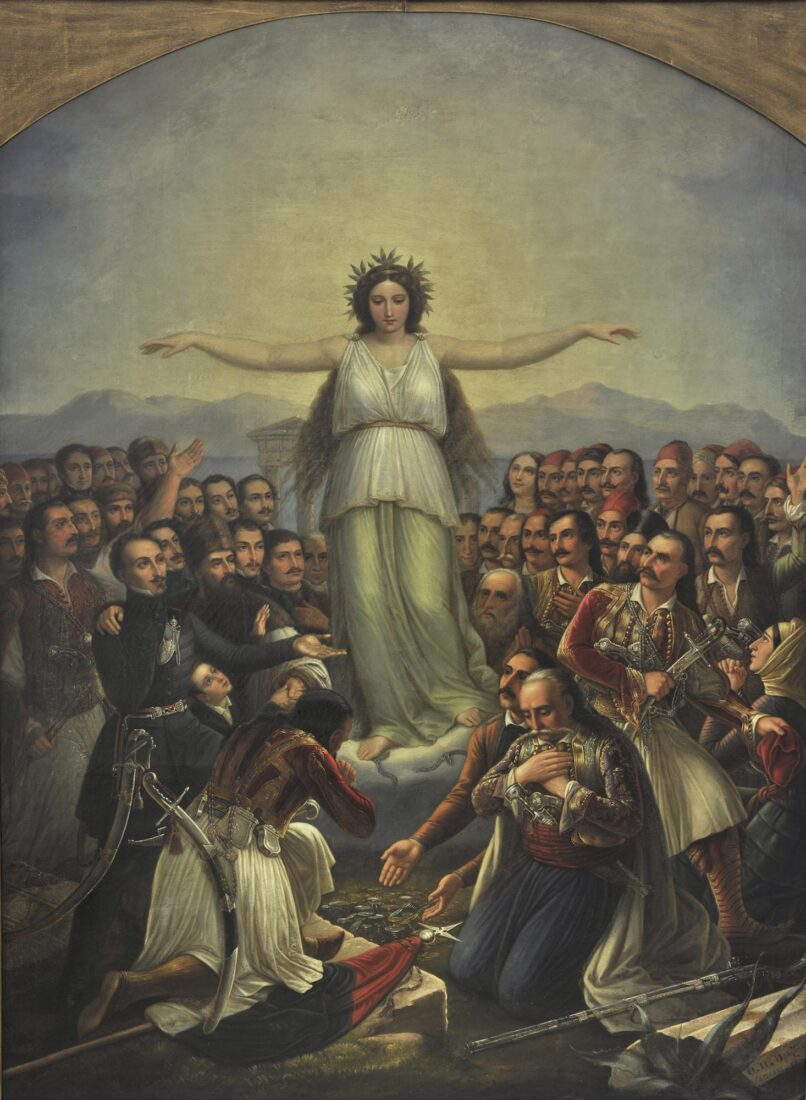
La Grèce ressuscitée, tableau de 1858 de Theodoros Vryzakis.

Le 25 mars 1821 ne fut pas choisi par hasard : c'était un jour très important, celui de l'Annonciation. Les combattants grecs réunis en assemblée provisoire à Kalamata, dans le Péloponnèse, y déclarent solennellement la guerre d'indépendance.
Cette déclaration est officiellement signée par le chef d'un des multiples gouvernements provisoires alors, Pierre Mavromichális. Le même jour, selon la tradition, l'archevêque de Patras Germanós appelle à l'insurrection contre la Sublime Porte au monastère d'Aghia Lavra.

### Choix de la date
Le 25 mars 1821 marque donc le début de la guerre d'indépendance grecque. Un an plus tard, le gouvernement provisoire installé à Corinthe décida de commémorer l'évènement au moment de Pâques, une autre fête orthodoxe symbolique pour les Grecs. Deux autres dates marquantes furent aussi proposées. Celle du 1er janvier, en référence à la proclamation d'indépendance adoptée le 1er janvier 1822 par l'Assemblée Nationale d'Épidaure ; et le 24 février, en hommage à l'insurrection de Iasi menée par Alexandre Ypsilántis le 24 février 1821. 

### Institutionalisation
En 1834, Panagiotis Soutsos fut le premier à suggérer l'établissement d'un jour national, férié, pour commémorer l'indépendance. Il propose le 25 mars, qui est à ses yeux le jour où la Grèce renaquit de ses cendres de manière officielle. Cette idée est soutenue par le Premier Ministre Ioannis Kolettis, qui soumet au roi Othon l'organisation de célébrations avec des jeux panhelléniques similaires aux olympiades de l'Antiquité. Ces célébrations sportives auraient lieu à Athènes, Tripoli, Missolonghi et Hydra, qui alterneraient chaque année, sur le modèle des anciens jeux qui se tenaient entre Olympie, Delphes, Némée et Corinthe.
Le 25 mars 1836, la première cérémonie officielle eut lieu en présence du monarque Othon et de la reine consort Amélie, au monastère d'Aghia Lavria, à Kalávryta, lieu même ou Germanós aurait exhorté ses compatriotes à la guerre. Pour l'occasion, une médaille commémorative de bronze est fondue, représentant l'archevêque, tenant dans sa main gauche un drapeau et une croix dans sa main droite, entouré de deux soldats armés le saluant, bras levé. L'inscription au recto est : « JE COMBATTRAI POUR LA FOI - KALAVRYTA 25 MAR 1821 ». Le verso représente Germanós, de profil.
Le décret royal du 15 mars 1838 déclare officiellement le 25 mars comme jour de commémoration nationale. Il est signé par Othon, sur une proposition du ministre de l'Instruction Publique et des Affaires Ecclésiastiques Georgios Glarakis. Le roi espérait par ce geste se rapprocher de ses sujets orthodoxes, car il n'avait pas abjuré le protestantisme et refusait toute conversion. Ce décret renforce l'influence de l'orthodoxie dans la société hellénique. Le 25 mars 1838, eut donc lieu la première fête nationale grecque. Cet évènement fut célébré en grande pompe par une parade militaire,. En 1843, la cathédrale d'Athènes fut construite et dédiée à l'Annonciation. À partir de 1841, la fête nationale devient un jour férié.

## Célébrations

### Défilé militaire

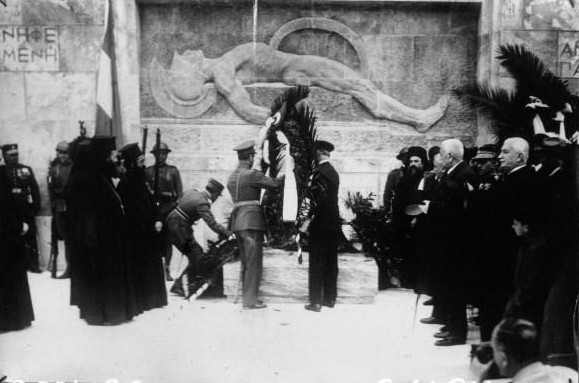
Commémoration en 1932. Le Premier Ministre Elefthérios Venizélos, accompagné de l'ambassadeur de Turquie, dépose une gerbe devant la tombe du Soldat Inconnu.

Le défilé le plus important est organisé à Athènes. Originellement, le défilé était organisé sur l'avenue Mitropoleos, allant du Palais Royal, à la Cathédrale d'Athènes. À partir de 1875, les parades militaires se firent devant le Palais Royal, place Syntagma. En 1899, les étudiants de l'Université Capodistrienne et de l'École Polytechnique forment une partie du défilé. Les scouts sont autorisés à défiler à partir de 1925. En 1932, le trajet du défilé est sensiblement modifié : il a désormais lieu sur l'avenue de la Reine Sophie jusqu'au Palais Royal et la tombe du Soldat Inconnu. Entre 1936 et 1941, les organisations nationalistes comme l'Organisation nationale de la Jeunesse (EON) paradent également devant le Premier Ministre Ioannis Metaxás et le roi Georges II. Les défilés militaires prennent une importance considérable durant la dictature des Colonels, qui ajoutent d'ailleurs le 21 avril (en référence à leur coup d'État du 21 avril 1967) comme « fête nationale officieuse. » Avec la chute de la junte militaire, l'armée perd le monopole du défilé au profit des étudiants, des sapeurs-pompiers et des infirmières.
Des défilés sont également organisés à Thessalonique, Patras et Corfou.

### Parade à Athènes
La cérémonie commence à 10 heures du matin. Elle est ouverte par le président de la République, qui se rend d'abord au Parlement pour y rencontrer les principaux responsables politiques. Il se rend ensuite devant la tombe du Soldat Inconnu où il dépose une gerbe. Une minute de silence est observée, en hommage aux combattants grecs morts pour le pays. L'hymne national est joué. Après avoir salué les officiers, le Président de la République s'installe dans sa tribune avec les trois chefs d'État Major des armées de terre, de mer et de l'air. Le défilé est composé de l'armée, les sapeurs-pompiers, les infirmières, la police nationale, ministres du culte, les professeurs et les étudiants,. Le jour de l'indépendance grecque est le défilé le plus suivi de tout le pays, avec plus de 100 000 personnes présentes chaque année. La procession dure près d'une heure et demie. Une messe solennelle est dite à la Cathédrale d'Athènes. Des feux d'artifice sont tirés le soir sur le port du Pirée, ainsi que dans de nombreuses autres villes du pays. Toute la journée, les musées nationaux sont ouverts et accessibles gratuitement, à l'instar du musée de l'Acropole. Les gens font aussi des fêtes privées chez eux. Les enfants sont habillés de costumes traditionnels (fustanelle) et des fêtes et des réunions de famille sont organisées. 
Le défilé est organisé sur la perspective Pirée - Syntagma - Polytechnique. La tribune officielle est dressée au niveau de la place Syntagma. Le défilé descend la rue Panepistimiou, passant devant des bâtiments néo-classiques emblématiques, dont l'Académie d'Athènes, la Banque nationale de Grèce et la Bibliothèque nationale, jusqu'à la place Omónia. 

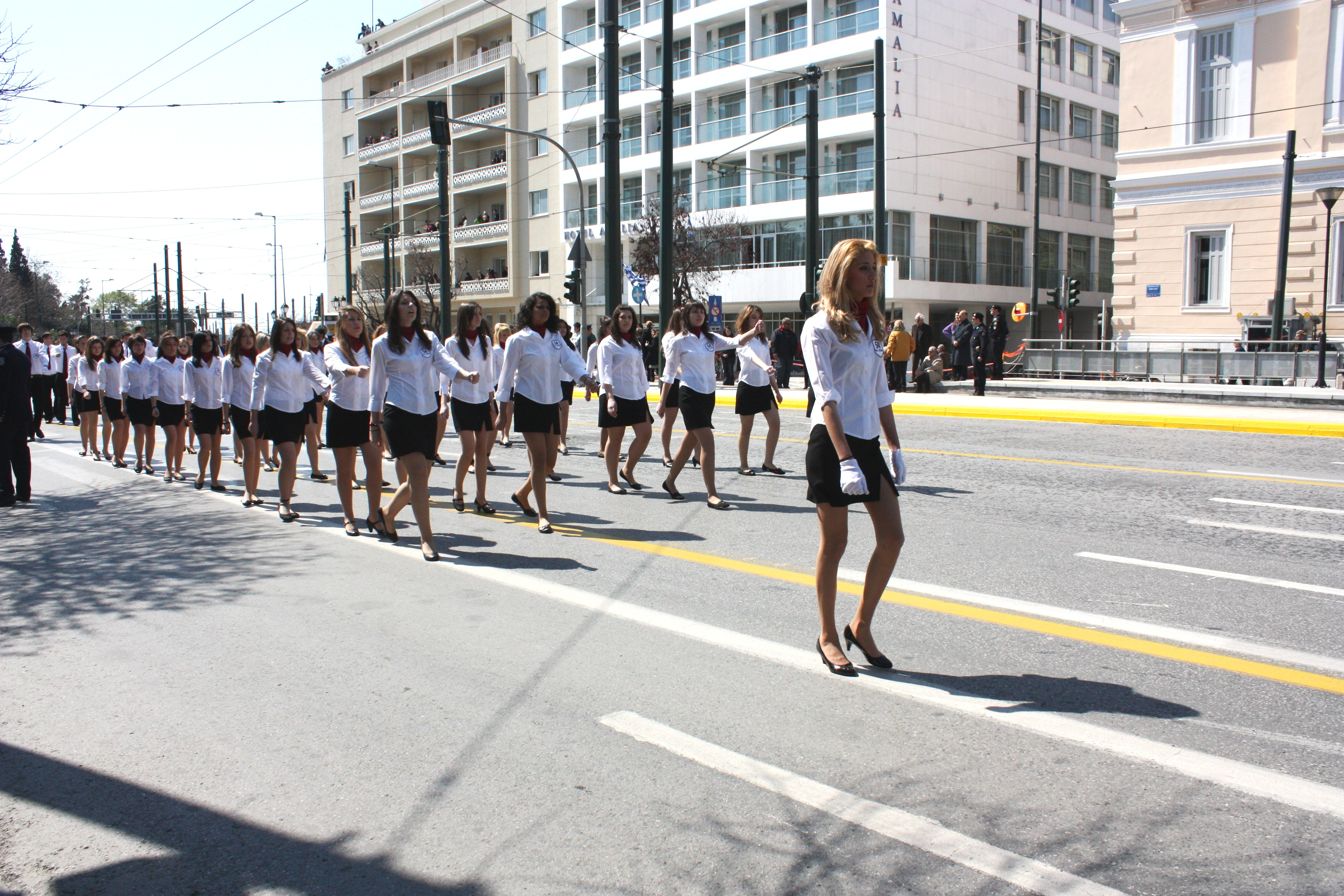
Parade des étudiants (filles).
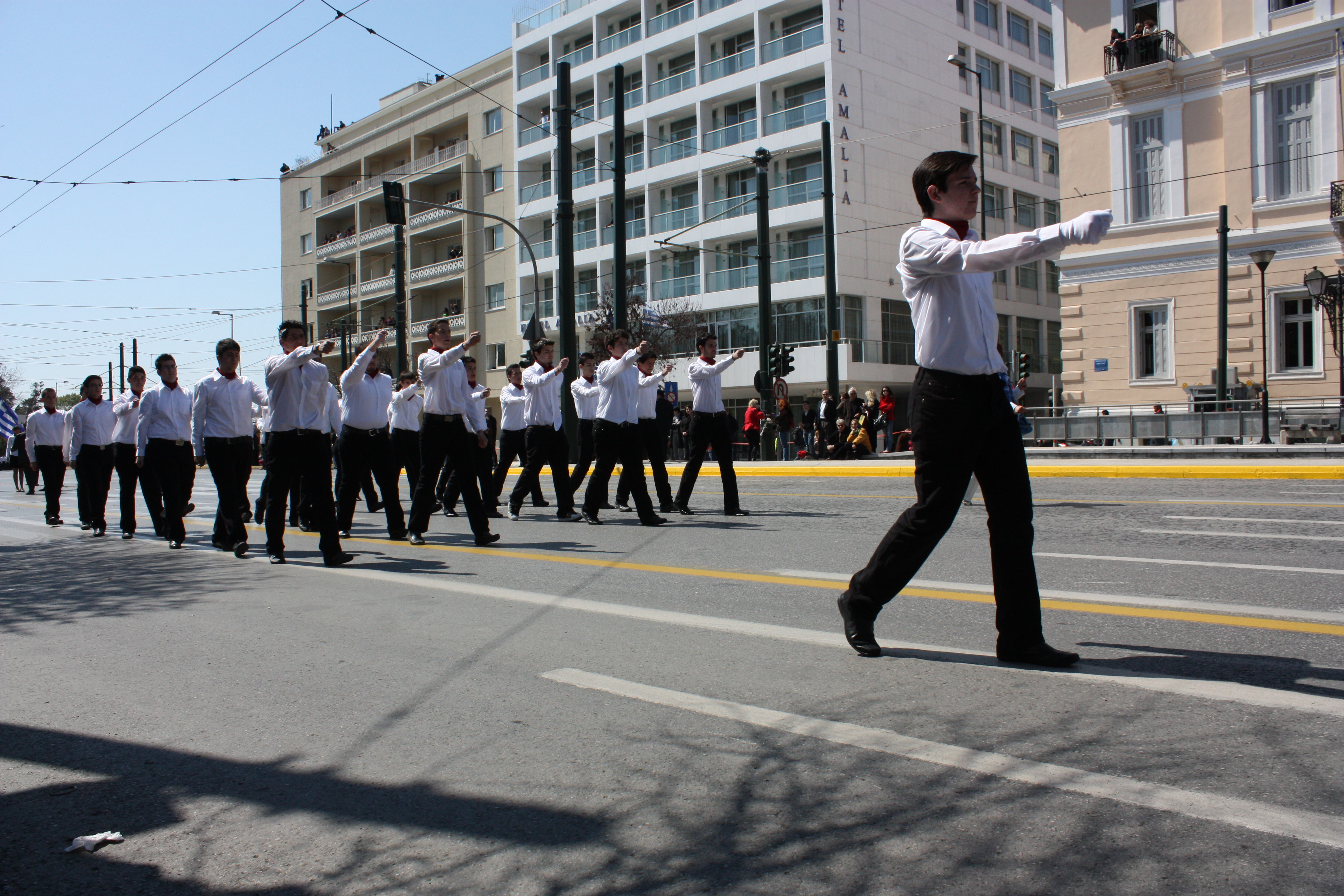
Parade des étudiants (garçons).
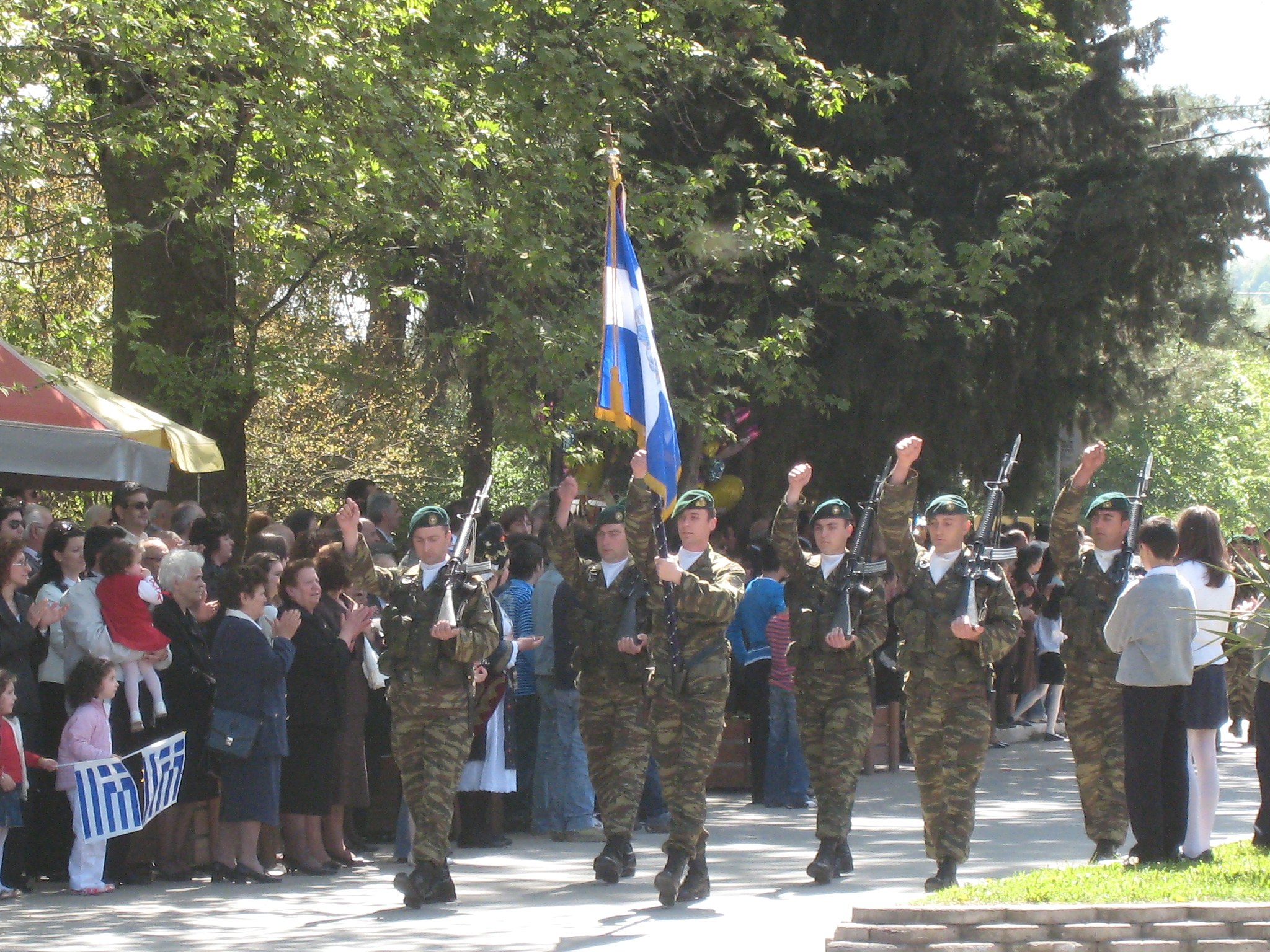
Défilé de l'armée de terre à Náoussa, sur l'île de Paros.
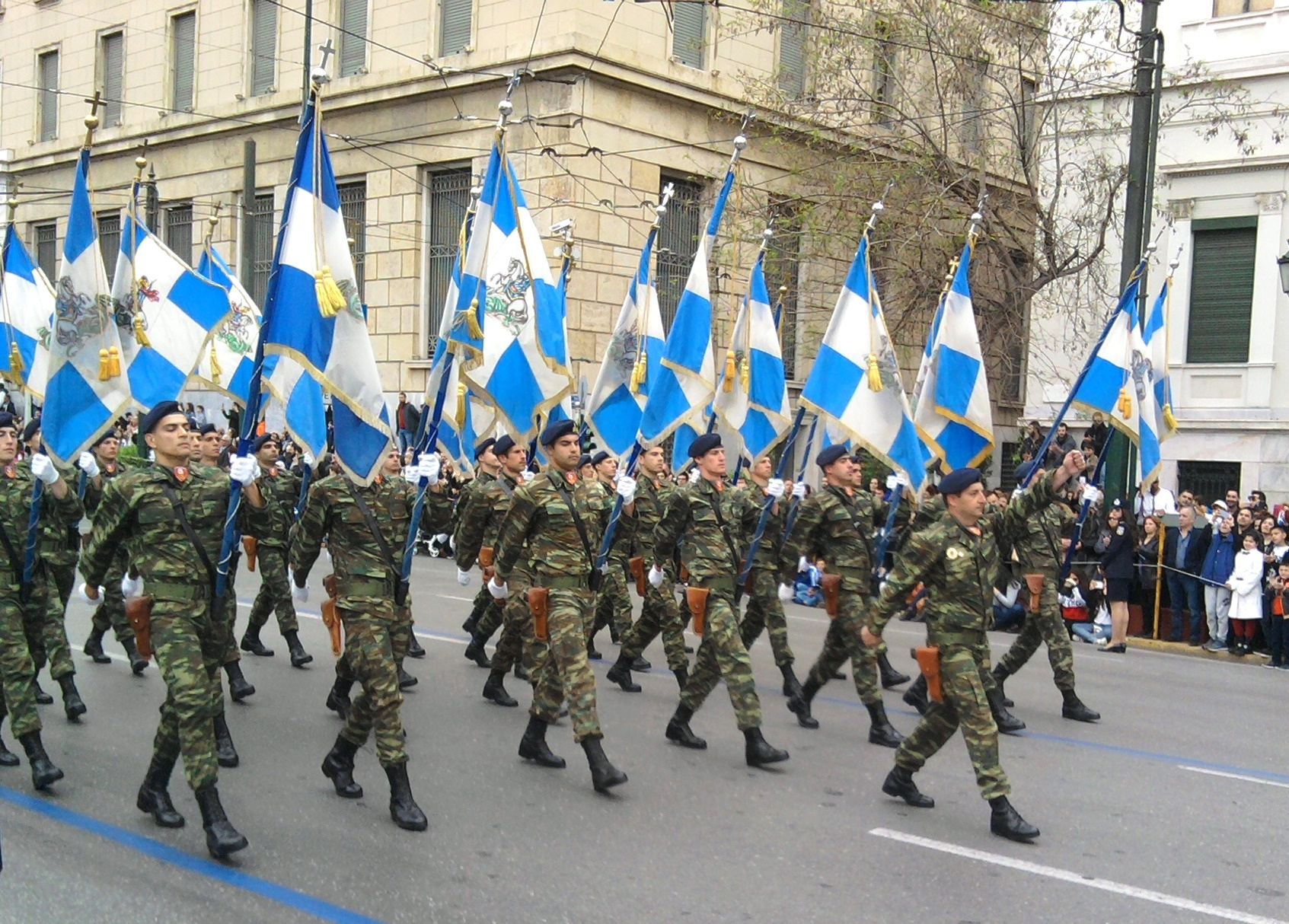
Parade à Athènes.

## Commémorations à l'étranger

### Chypre
La république de Chypre est historiquement liée à la Grèce. Le 25 mars est aussi célébré à Chypre : un défilé militaire est organisé à Nicosie, la capitale du pays, en présence des autorités religieuses et politiques, similaire à celui de Grèce. Un bataillon de l'armée hellénique prend part aux commémorations chypriotes. Tout comme à Athènes, une messe est dite à l'église Phaneromeni. Durant la parade, il est fréquent de voir des drapeaux grecs. Cet évènement symbolise les liens forts qui unissent la Grèce à Chypre : dans son discours du 25 mars 2019, le président Nikos Anastasiádis exhortait les chypriotes à « rester fidèles à leurs principes, leurs valeurs, leur tradition et leur civilisation, quelles que soient les conditions difficiles dans lesquelles ils vivent, peuvent, en agissant ensemble, réaliser ce qui constitue aujourd'hui la Grèce moderne. »

### États-Unis
La diaspora grecque est très importante et influente aux États-Unis. Beaucoup d'américains sont eux-mêmes grecs : l'ancien vice-président Spiro Agnew, le cinéaste Jules Dassin, l'actrice Jennifer Aniston, le metteur en scène Elia Kazan ou encore l'homme politique Alexi Giannoulias. Des parades sont organisées notamment à Chicago et New York. À Washington, une réception annuelle est organisée à la Maison Blanche par le président américain. Cette réception est une tradition instituée en 1987 par Ronald Reagan. 

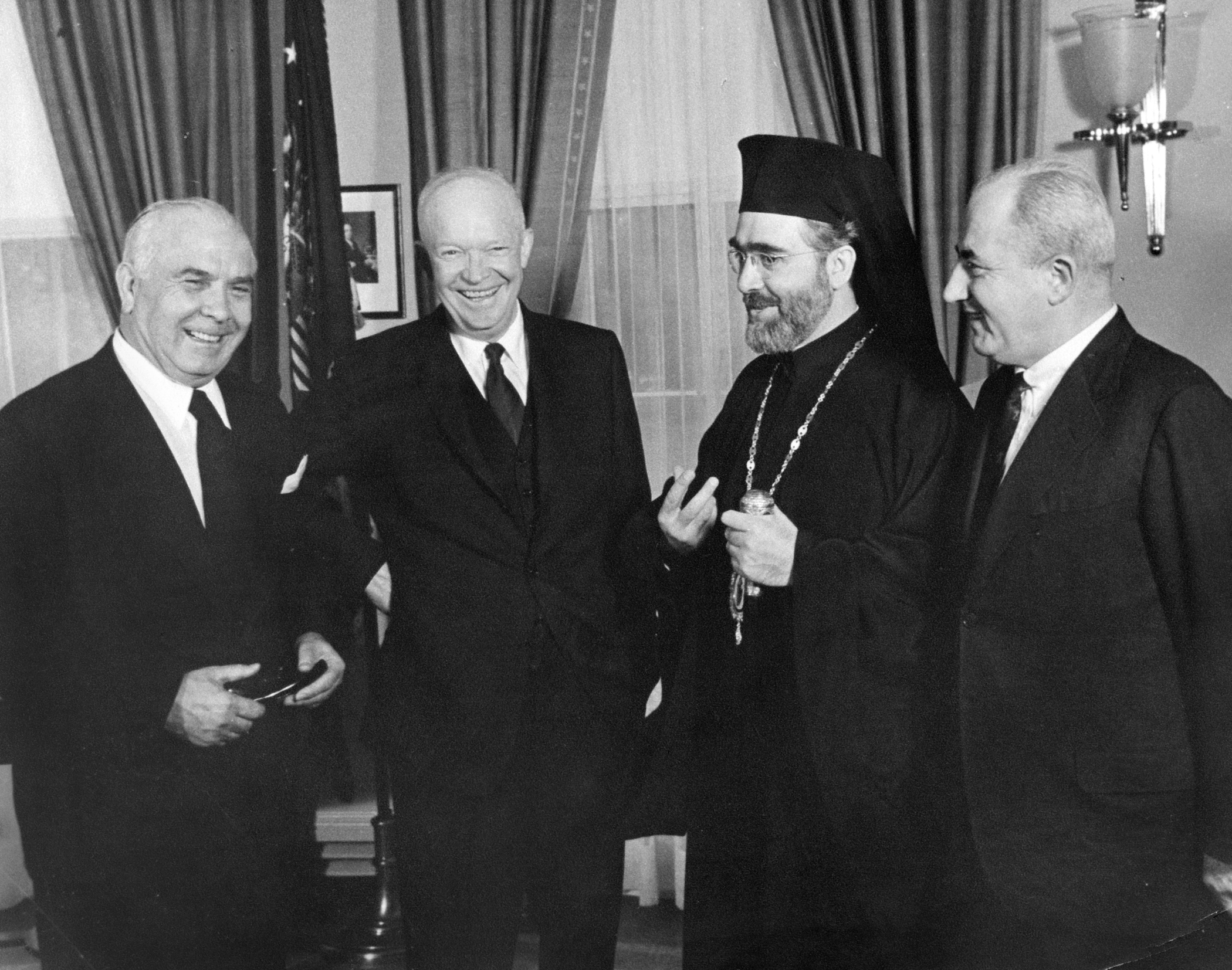
Le président Dwight Eisenhower avec l'archevêque Iakovos, en 1953.
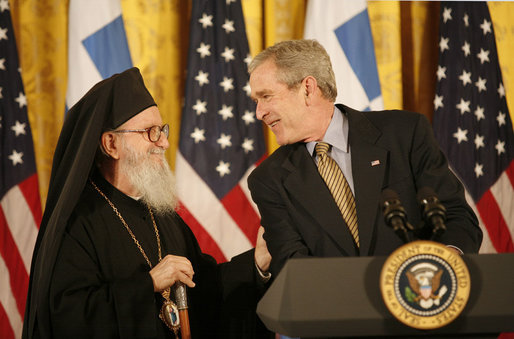
Le président George W. Bush avec l'archevêque Demetrios, en 2007.
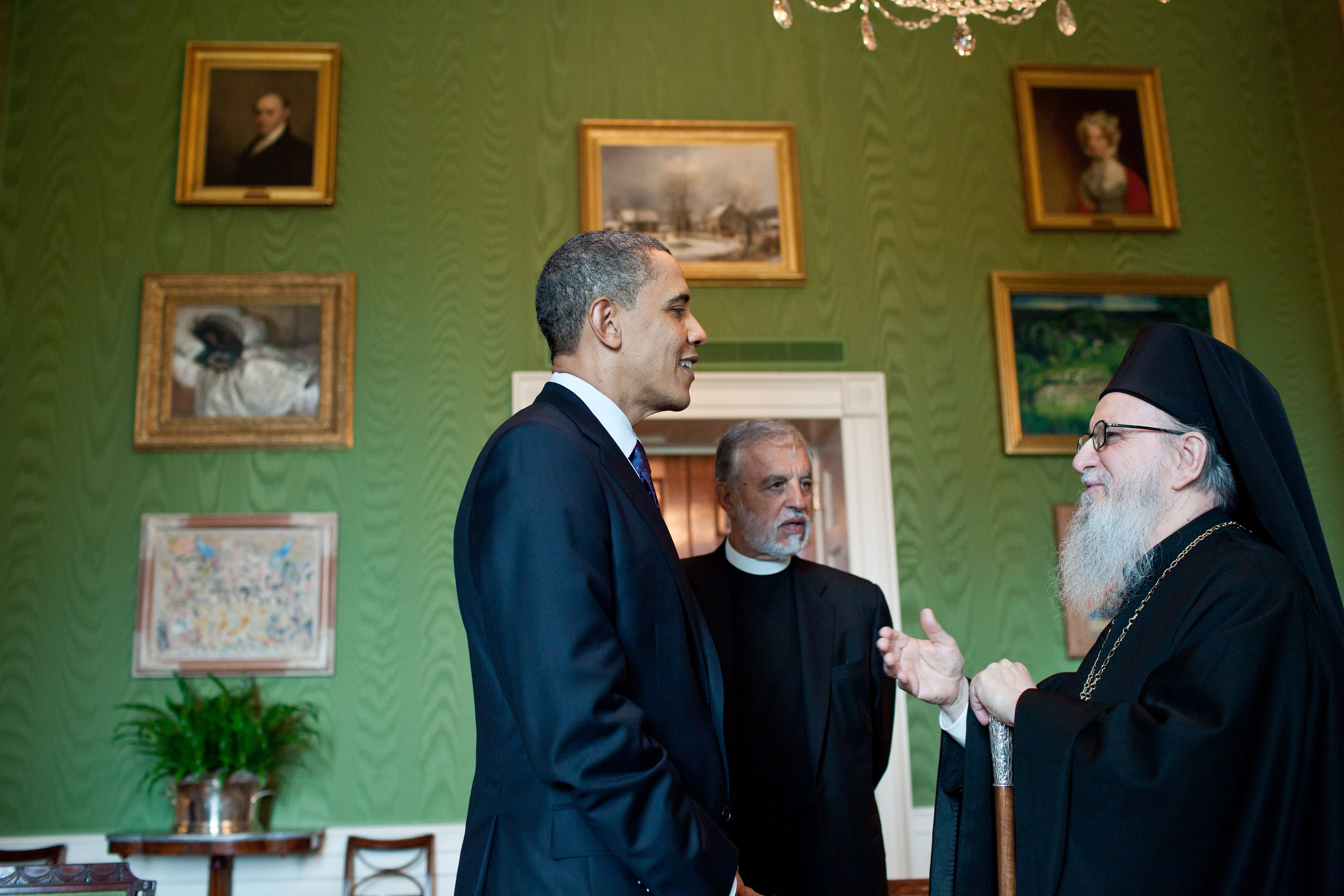
Le président Barack Obama avec l'archevêque Demetrios, en 2011.
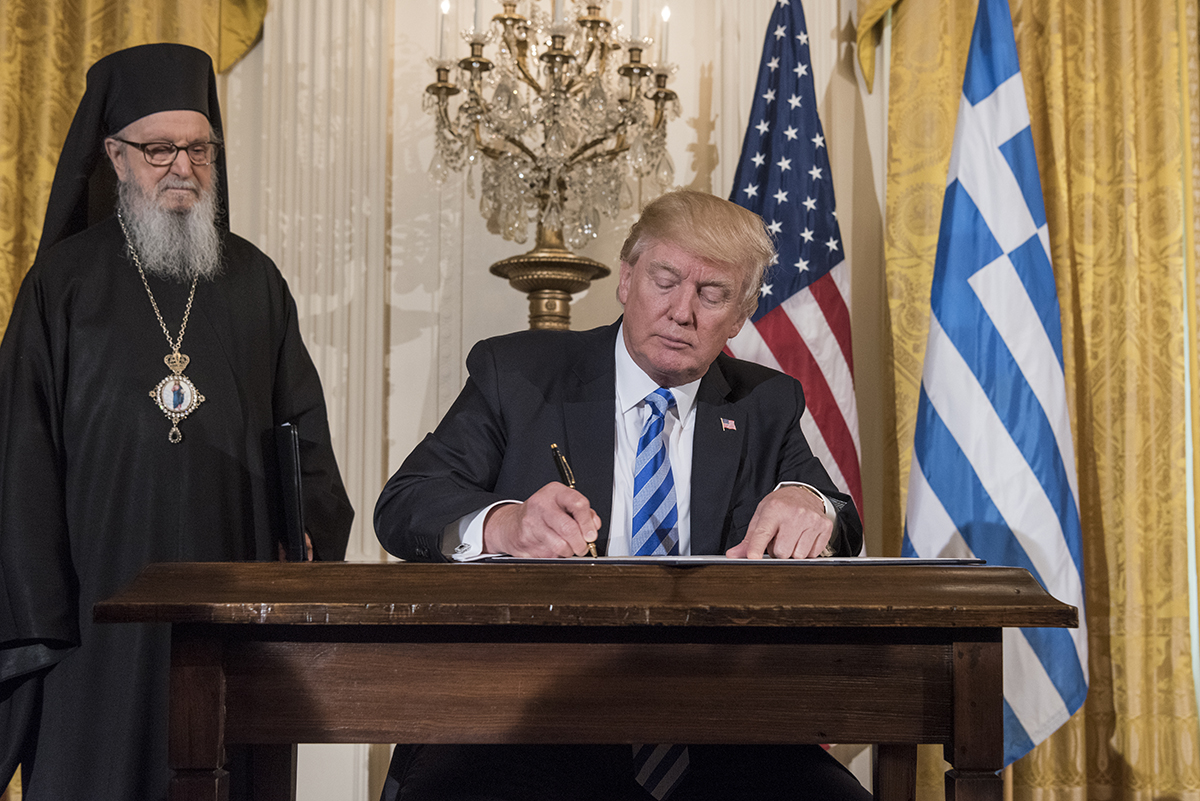
Le président Donald Trump avec l'archevêque Demetrios, en 2017.

### Autres pays
Des défilés ont également lieu à Montréal et Toronto au Canada : le 25 mars 2019, le Premier Ministre Justin Trudeau participe à la parade organisée à Montréal, qui réunit près de 3 000 participants, ainsi qu'en Australie à Melbourne et Sydney,.